# Fatma
Fatma je žensko osebno ime.

## Izvor imena
Ime Fatma je izpeljano iz muslimanskega ženskega imena Fatima.

## Pogostost imena
Po podatkih Statističnega urada Republike Slovenije je bilo na dan 31. decembra 2007 v Sloveniji 56 oseb z imenom Fatma.

## Znane osebe
- Fatma Girik, turša igralka